# Longines

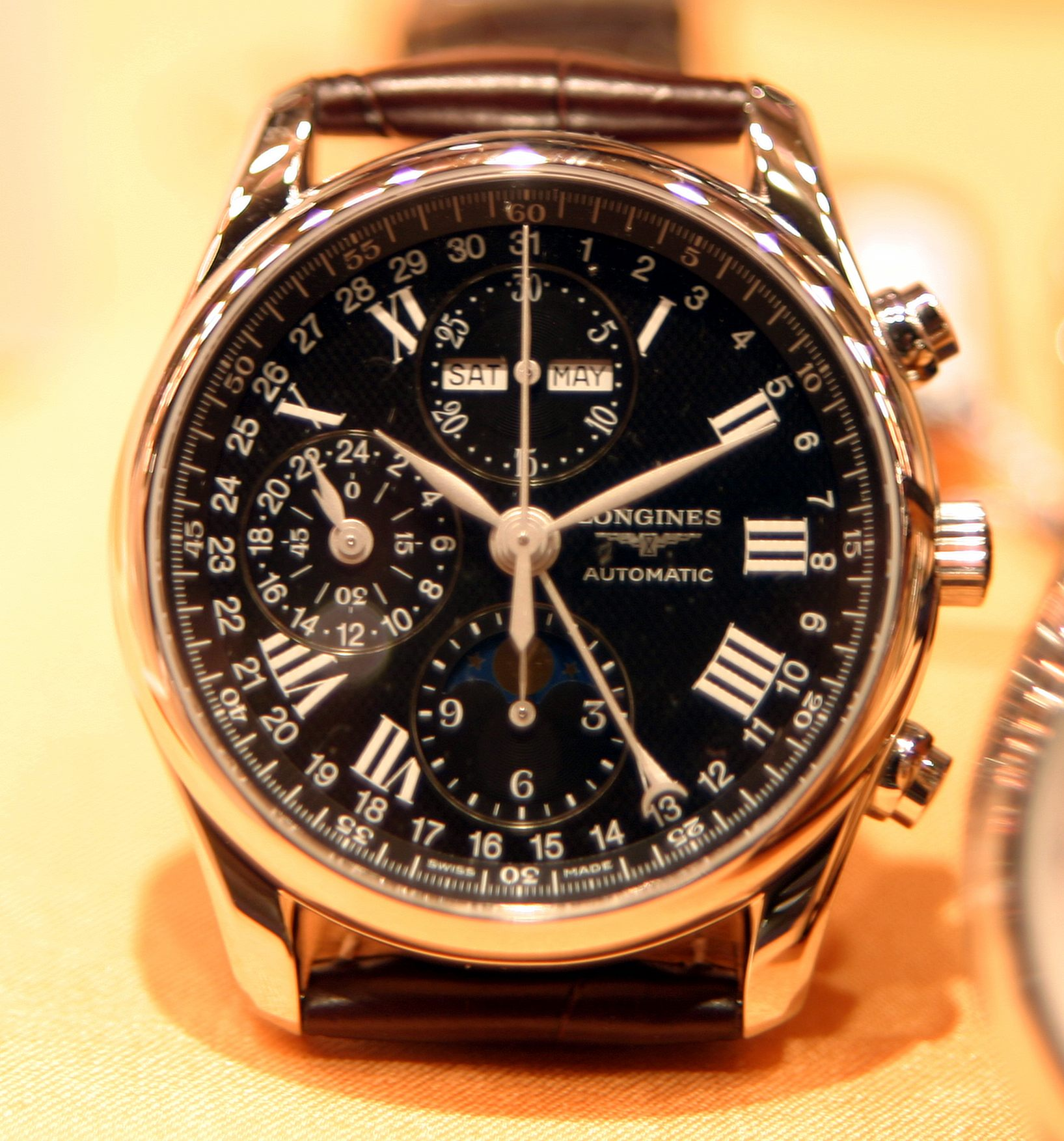
Ett modernt Longines-ur med automatiskt urverk med flertal funktioner – kronograf, månfas, dag, datum och månad.

Compagnie des Montres Longines, Francillon S.A., eller bara Longines (uttalas [lɔ̃ʒin]) är en schweizisk tillverkare av exklusiva armbandsur och av klockor för tidtagning vid stora idrottsevenemang. Longines tillverkar även stoppur till idrottsutövare världen över och klockor till flygplan. Företaget har sitt säte i Saint-Imier I Schweiz och grundades av Auguste Agassiz 1832. Longines ägs sedan 1983 av Swatch Group. 
Longines logotyp, ett bevingat timglas, är den äldsta registrerade logotypen för ett klockfabrikat.

## Sport
Longines har en lång historia av sponsring i sportvärlden och har varit officiell tidtagare vid flera olympiska mästerskap med början i vinterspelen i Oslo 1952. Företaget har dock konkurrens om titeln med likaledes schweiziska Omega SA som även de varit behjälpliga med tidmätningar i utbyte mot värdefull exponering i OS-sammanhang. Longines har även ett långtgående samarbete med tennisvärlden och sponsrar bl.a. Franska öppna mästerskapen. 

## Luftfart
Som företagets bevingade logotyp signalerar har luftfart länge varit ett fokusområde för Longines. 1919 blev företaget officiell leverantör till FAI, internationella föreningen för aeronautisk verksamhet, och man tillverkade den klocka som Charles Lindbergh bar vid sin historiska soloflygning över Atlanten.